# Libanon na Pesmi Evrovizije
Libanon je prvič najavil sodelovanje na Pesmi Evrovizije 2005 v Kijevu. in 3. oktobra 2004 so se odločili, da bodo na izbor poslali Aline Lahoud, ki naj bi v francoščini zapela pesem Quand tout s'enfuit.
15. decembra 2004 je nacionalna televizija Télé Liban objavila odstop zaradi finančnih razlogov ter zanikala povezavo odstopa s političnimi spori z Izraelom. V naslednjih petih dneh sta televizija Télé Liban in Evropska radiodifuzna zveza (EBU) dosegli dogovor in Libanon je bil uvrščen na uradni seznam nastopajočih. EBU je zahtevala, da Libanon predvaja celoten izbor brez prekinitve, česar libanonska televizija ni zagotovila in je 18. marca 2005 ponovno odstopila od izbora. Libanonska zakonodaja namreč ni dovoljevala prenosa izraelskega predstavnika. Ker je Libanon odstopil od izbora več mesecev po datumu, ki ga je EBU določila za skrajni rok o odločitvi glede udeležbe na izboru, je libanonska televizija prejela kazen ter prepoved sodelovanja na izboru v prihodnjih treh letih.

## Predstavniki
| Leto | Izvajalec    | Skladba             | Finale | Točke  | Polfinale | Točke  |
| ---- | ------------ | ------------------- | ------ | ------ | --------- | ------ |
| 2005 | Aline Lahoud | Quand tout s'enfuit | odstop | odstop | odstop    | odstop |